# Castello della Croë
Il Castello della Croë è una storica residenza di Cap d'Antibes in Costa Azzurra.

## Storia
Il castello è stato costruito nel 1927 per l'aristocratico inglese sir William Pomeroy Burton, presidente dell'Associated Newspaper Limited, dall'architetto Armand-Albert Rateau, su un suolo di 7 ettari con vista e accesso diretto al mar Mediterraneo. La proprietà include anche 3000m² di terreno con vari annessi dedicati allo staff, fino a 33 impiegati nel momento di massimo utilizzo.
Due anni dopo la sua abdicazione del 1936, il re Edoardo VIII (duca di Windsor) e sua moglie Wallis Simpson presero in affitto il castello. La duchessa decise di spendere ingenti somme di denaro per ricreare l'ambiente di corte tipico del palazzo reale londinese.
Nel 1952 il castello fu acquistato dall'armatore greco Aristotele Onassis.
Nel 1970 il castello fu colpito da un vasto incendio che danneggiò sia la struttura che il parco circostante.
Dopo tre decenni di abbandono, la proprietà fu acquistata nel 2004 dall'imprenditore russo Roman Abramovič per circa 30 milioni di euro, il quale, dopo grandi opere di restauro, ha riportato il castello al suo splendore originale.

## Descrizione
L'edificio si estende per di 2000 m². Presenta uno stile vittoriano. Sorge vicino alla Villa Eilenroc, affacciandosi sulla cosiddetta "baia dei miliardari".

### Il parco
La residenza è circondata da un vasto parco di circa otto ettari progettato dall'architetto paesaggista Peter Wirtz. Un lungo manto erboso all'inglese unisce il cancello d'ingresso al castello.
Nel parco trovano inoltre spazio una piscina e un campo da tennis.